# Otto von Ritter zu Groenesteyn
Otto Johannes Joseph Wilhelm Berthold, Freiherr von Ritter zu Groenesteyn (bis 1921: zu Grünstein; * 23. August 1864 in Starnberg; † 1. Januar 1940 in München) war ein bayerischer Diplomat.

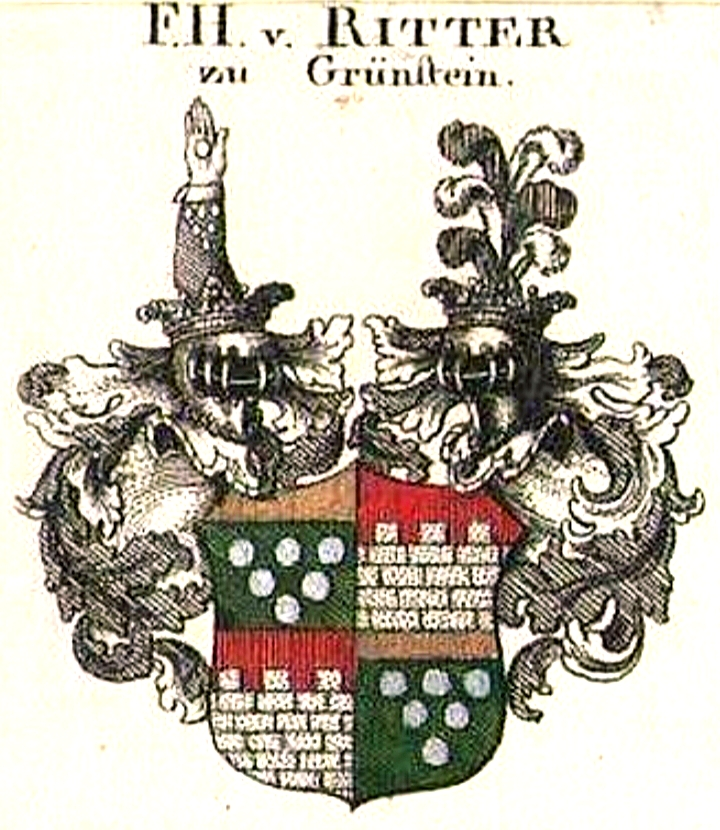
Wappen derer Freiherren von Ritter zu Grünstein: Allianzwappen der Familien de Ridder und van Groenesteyn

## Herkunft

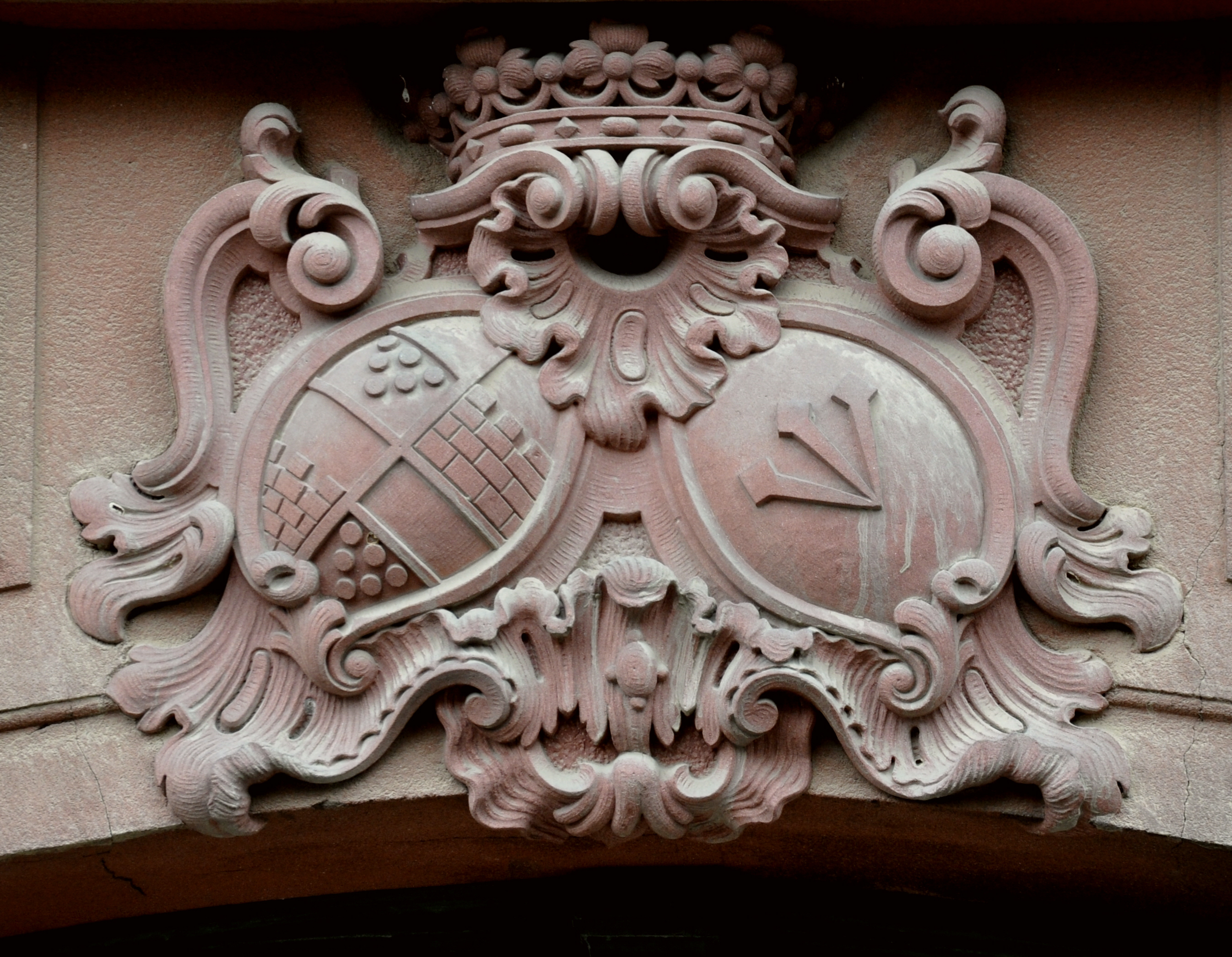
Elterliches Allianzwappen Ritter-Grünstein-Preen (⚭ 1861) am Schloss Groenesteyn bei Kiedrich

Otto von Ritter zu Groenesteyn war der Sohn von Marie von Preen (* 10. Januar 1843; † 26. November 1922), Ehrendame des königlich bayerischen Theresien-Ordens, und Carl Adolph Friedrich Constantin Philipp, Freiherr von Ritter zu Grünstein (* 3. Juni 1830; † 14. März 1895), königlich bayerischem Kammerherrn. Der bayerische Gesandte in Paris, Lothar von Ritter zu Groenesteyn (1868–1945), war Ottos Bruder. Auch Lothar nahm 1921 die ältere Schreibweise vom Namensbestandteil, „Groenesteyn“ an Stelle von „Grünstein“, wieder an.
Otto heiratete Caroline Adolphine, Gräfin von Holnstein aus Bayern (* 29. Januar 1870; † 1915) und studierte Rechtswissenschaft. Nach dem Tod der ersten Frau heiratete er 1917 in Hannover-Kleefeld Theda von Meyer (1898–1994). Die Tochter Maximiliane (1890–1978) heiratete den Bakteriologen Hermann Dürck. Der Sohn Elmar Freiherr von Ritter zu Groenesteyn (1920–2019) heiratete 1948 Pia Freiin Riederer von Paar (1926–1997).
Jener übergab 1995 den schriftlichen Nachlass seines Vaters an das Bayerische Hauptstaatsarchiv. Seine Tochter war Dorothea (Oda) Ellen Maria Maschke, verh. mit Dr.  Hermann Maschke, Leiter der Krupp-Rechtsabteilung, geb. von Ritter zu Groenesteyn (11.12.1923–?).

## Leben
1887 war er Ministerialpraktikant im bayerischen Staatsministerium des Königlichen Hauses und des Äußeren.
1889 war er Attaché an der Vertretung Bayerns am Hof Wilhelm II. des deutschen Kaiserreiches.
1898 war er Legationssekretär in Rom.
Von 1903 bis 1907 war er Ministerresident in Bern.
Von 1907 bis 1908 war er Gesandter und bevollmächtigter Minister am Hof von Württemberg in Stuttgart und war an den Höfen in Karlsruhe und Darmstadt akkreditiert.
Ab 1909 war er außerordentlicher Gesandter und Ministre plénipotentiaire beim Heiligen Stuhl, von 1920 bis 1934 Gesandter und bevollmächtigter Minister beim Heiligen Stuhl, mit Sitz in Lugano. Daneben war er Bayerischer Kämmerer und Staatsrat.
Am 24. Juli 1914 hatte er eine Audienz bei Pius X., von welcher er in einem Telegramm berichtete. Vom 17. bis 20. April 1919 hielt sich René Payot in München auf und erhielt von Felix Fechenbach eine Abschrift des Telegramms, worüber er am 30. April 1919 im Journal des débats berichtete:

„Le pape et l'agression contre la Serbie N. René Payot publie dans le Journal une série de documents quí precisent une fois de plus les intentions agressives de l'Allemagne. Parmi les pièces que lui a remises M. Ferenbach, l'ancien secrétaire particulier de Kurt Eisner, figure une dépêche du 24 juillet 1914 du baron Ritter, ministre de Baviêre auprès du Saint-Siège, dépêche trouvé dans les archives du ministère des affaires ètrangeres bavarois et dont voici le texte:
Le pape (Pie X) approuve une action énergique de l'Autriche contre la Serbie. Karsek éspère que cette fois l'Autriche tiendra le coup. Il se demande quand elle pourrait faire 1a guerre, si elle n'était pas meme resolue a repousser par les armes une agitation étrangère qui a amené le meurtre de l'archiduc et qui, en égared à la situation actuelle de l'Autriche, met de danger son existence. Dans ces déclaration se relève la crainte de la Curie romaine à l'égard du panslavisme. Signé Ritter“

Otto von Ritter zu Groenesteyn ist bekannt als der letzte bayerische Gesandte. Die Aufhebung der letzten bayerischen Gesandtschaft und sein Ausscheiden aus dem diplomatischen Dienst am 30. Mai 1934 waren die Folge des Gesetzes über den Neuaufbau des Reichs, das die Politik der Gleichschaltung konsequent fortsetzte. 1942 erschien die Schrift „Beiträge zur Geschichte der Deutsch-Vatikanischen Beziehungen“ von dem Theologen und SS-Funktionär Wilhelm Patin, die nicht veröffentlicht werden durfte und sich den Geheimberichten Groenesteyn an deutsche Regierungsmitglieder widmete.